# Real Farmacopea Española

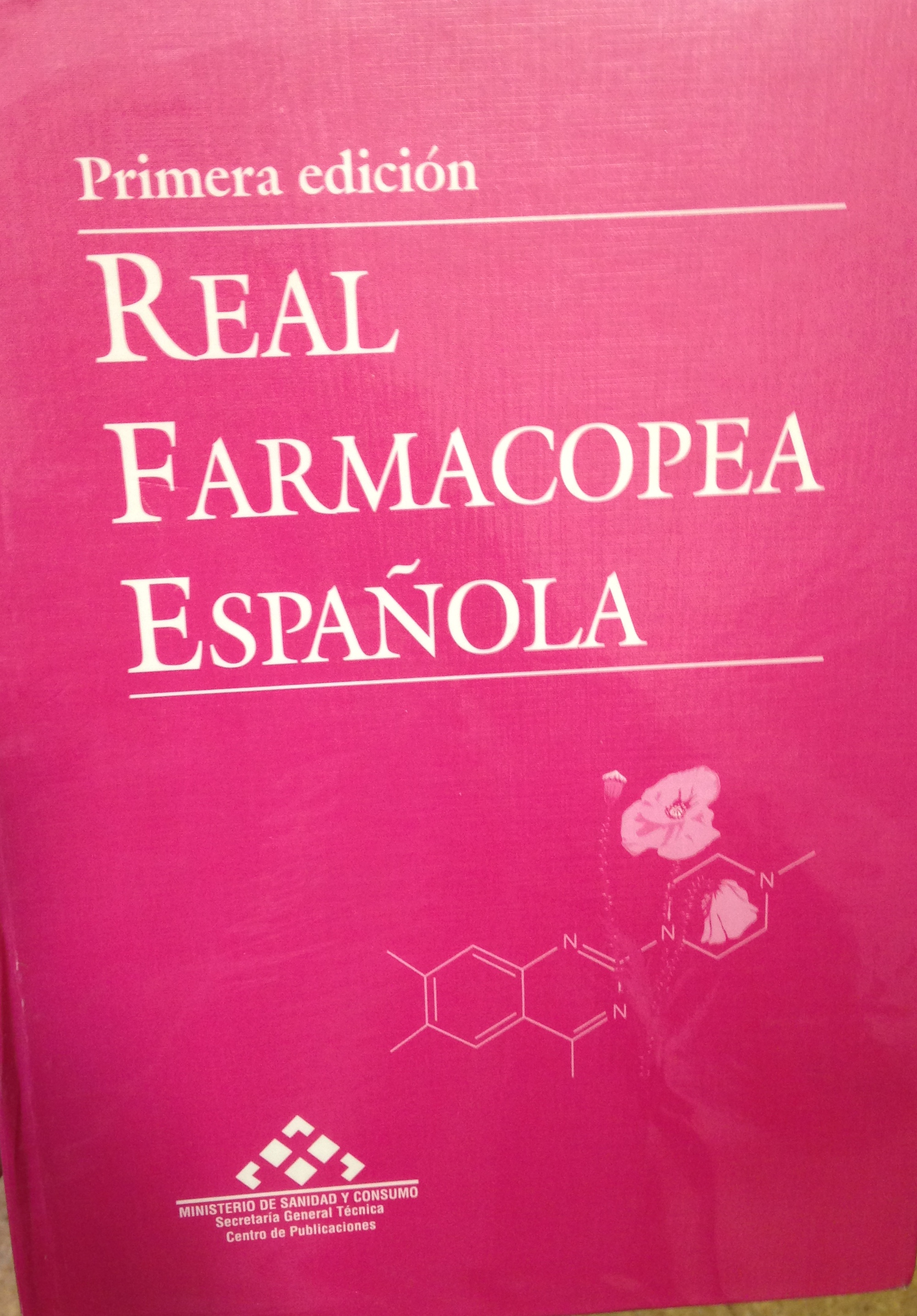
Portada de la 1.ª edición del libro de la Real Farmacopea Española.

La Real Farmacopea Española (RFE), es el código que recoge las normas específicas para asegurar la calidad que deben cumplir los principios activos y excipientes que forman parte de la composición de los medicamentos tanto de uso humano como de uso veterinario, así como los métodos analíticos para su control. Esta se encuentra recogida en la Ley 29/2006, de julio, de garantías y uso racional de los medicamentos y productos sanitarios.
Estas normas específicas se redactan en forma de monografías, las cuales describen la calidad física, química y biológica que deben tener dichas sustancias. En resumen, toda materia prima presentada bajo una denominación científica o común de la Farmacopea en vigor debe responder a las especificaciones de la misma.
En la actualidad se encuentra vigente la 5.ª edición, la cual corresponde a la 7.ª edición de la Farmacopea Europea (Ph. Eu), ambas se renuevan periódicamente. Estas normas comunes, están reconocidas y reguladas por profesionales de la salud cualificados, para garantizar el correcto uso y conocimiento del medicamento por los demás profesionales de la salud.

## Historia de la Real Farmacopea Española
La base de la primera Farmacopea española fue en 1511, se trataba de una farmacopea regional, escrita por una sociedad de boticarios y ayudados del consentimiento y recomendación de médicos de Barcelona. Fue denominada como “Concordia Apothecariorum Barcinonensium”, la cual fue publicada en Barcelona. Se escribieron otras ediciones, en concreto la segunda y tercera edición en 1535 y 1587 respectivamente.
Pasados unos años, se cesaron las publicaciones de farmacopeas regionales, debido a que se esperaba una farmacopea bajo la dirección del Real Tribunal del Protomedicato según se ordenó por la Real Pragmática de Felipe II dictada en España en 1593. Mientras esta publicación oficial se redactaba, el Colegio de Boticarios de Valencia publicó, debida a la demora, la Medicamentorum Officina entre 1601, aunque algunos redactores, discrepan en la fecha, pensando que sería entre 1601 y 1603. Casi un siglo después, en 1698 se publicaría por el mismo Colegio y con el mismo título la segunda edición, hasta que se anunciara oficialmente la farmacopea del Protomedicato.
A nivel nacional, la primera Farmacopea publicada en España, fue la Pharmacopoeia Matritensis en 1739, la cual expresa en su portada la frase en latín “Nunc primum elaborata”, lo cual quiere decir que previamente no se había elaborado. A partir de este momento, todo libro con las mismas características, debería incluir, obligatoriamente en su nombre, la palabra Pharmacopoeia.
Más adelante, en 1794 se publica, tal y como conocemos hoy la Pharmacopoeae hispana, la cual se fue actualizando hasta la actualidad.

## Normas generales
Las normas generales se aplican a todas las monografías y demás textos de la Farmacopea Europea. Estos textos oficiales, se publican tanto en inglés como en francés. Sin embargo, los demás Estados firmantes del Convenio sobre la elaboración de una Farmacopea Europea pueden realizar la traducción a otra lengua. Debemos de tener en cuenta una generalidad muy importante, que es que en caso de duda o discrepancia, solamente la Farmacopea en versión anglosajona y francesa son las que tienen valor legal.
Si usamos el título o subtítulo de una monografía, esto conlleva a que la sustancia, la preparación o bien el artículo satisfaga los requisitos de dicha monografía. Estas referencias a usar deben llevar, obligatoriamente, el título de la monografía y el número de referencia de la misma en cursiva. En cuanto a dichas monografías, deben satisfacer los requisitos durante todo su periodo de uso, por lo cual debe existir una autoridad competente que decida cuál es el periodo de validez de cada artículo, y además la fecha a la cual se debe calcular dicho periodo. Esto dependerá, pues, de los resultados experimentales de los estudios de estabilidad. El producto que no cumpla las especificaciones recogidas en estas monografías, se considerará que “no es de calidad de la Farmacopea”, pero esto no quiere decir que todos los ensayos recogidos en la monografía deban ser realizados por el fabricante. Este, puede demostrar la calidad del producto a partir de datos derivados, como por ejemplo estudios de validación durante el proceso.
Además, incluyen distintas generalidades como términos convencionales, validación de métodos y la implementación de los mismos según la Farmacopea.
La responsabilidad del contenido recogido en la Real Farmacopea Española es de la Agencia Española de Medicamentos y Productos Sanitarios del Ministerio de Sanidad, Política Social e Igualdad.

## Monografías
La 5.ª edición de la Real Farmacopea Española contiene, aproximadamente 2100 monografías específicas sobre principios activos y excipientes, 25 monografías generales sobre grupos de medicamentos, 32 monografías sobre formas farmacéuticas, 300 monografías de productos biológicos y cerca de 3000 textos suplementarios (305 capítulos generales, métodos y textos generales, necesarios para llevar a cabo las comprobaciones analíticas preceptivas descritas en las monografías específicas, 2500 reactivos, 26 materiales y envases y una monografía para suturas).
Podemos encontrar:
- Monografías generales.

Las monografías generales, anteriormente nombradas, recogen clases de productos y reúnen los requisitos aplicables a todos los productos pertenecientes a un grupo definido, a no ser que se indique lo contrario en la misma.
Algunas monografías generales que podemos encontrar son por ejemplo: Aceites vegetales, Aceites grasos vegetales, preparaciones instantáneas para tisanas… y si accedemos a las mismas encontramos información general de qué es, características, ensayos, valoraciones, etiquetado y conservación, entre otros apartados y datos de interés.
- Monografías específicas.

La búsqueda de monografías se puede realizar además específicamente a través de un índice, según deseemos consultar:
1. Monografías de formas farmacéuticas.
2. Monografías de vacunas para uso humano o veterinario.
3. Monografías de inmunosueros con los mismos usos que la anterior.
4. Monografías de suturas con los mismos usos que la anterior.
5. Monografías de radiofármacos.
6. Monografías de drogas vegetales.
7. Monografías de preparaciones homeopáticas.

Las monografías se encuentran ordenadas por orden alfabético de sus títulos (en español) acompañado del título en latín (Ejemplo: Agrimonia; Agrimoniae herba. Vacuna contra la viruela, viva; Vaccinum variolae vivum)
Las monografías de la Farmacopea Europea se encuentran identificadas con un número, dentro del cual está recogido el mes y el año en el que entró en vigor. En la 5.ª Ed. de la Real Farmacopea Española existe una monografía peculiar de dicha Farmacopea con respecto a la Farmacopea Europea y se diferencia por la presencia del logotipo de la Real Farmacopea Española al inicio de la monografía.